# Jorge Yánez
Jorge Yánez Castro (Jujan, 1924/1925 - noviembre de 2004) fue un político ecuatoriano.
Inició su vida pública como teniente político de Jujan, provincia de Guayas. En 1967 fue elegido miembro de la Cámara de representantes. También ocupó la alcaldía de Babahoyo durante dos períodos (en uno de los cuales ayudó al establecimiento de lo que sería la parroquia La Unión) y dos veces prefecto de Los Ríos, el último de sus periodos entre 1988 y 1992 por el Partido Roldosista Ecuatoriano.
Su último cargo público fue el de gobernador de Los Ríos, que ocupó entre 1997 y 1998.